# James E. Boyd

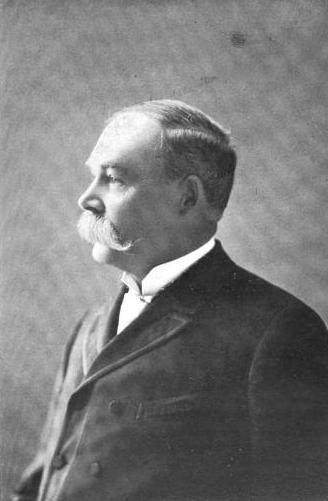
James E. Boyd

James Edward Boyd (* 9. September 1834 im County Tyrone, Irland; † 30. April 1906 in Omaha, Nebraska) war ein US-amerikanischer Politiker der Demokratischen Partei und zwischen 1892 und 1893 der achte Gouverneur des Bundesstaates Nebraska.

## Frühe Jahre und politischer Aufstieg
James E. Boyd besuchte zunächst die Schulen in seiner irischen Heimat. Im Jahr 1844 wanderte die Familie nach Ohio aus. Dort vervollständigte Boyd seine Schulbildung. 1856 zog er nach Omaha in Nebraska. Dort arbeitete er in verschiedenen Berufen: Er war Schreiner, Viehzüchter und Vertragsarbeiter für die Eisenbahn. Im Jahr 1866 wurde er in das Repräsentantenhaus von Nebraska gewählt. In den Jahren 1871 und 1876 war er Mitglied zweier Versammlungen zur Überarbeitung der Staatsverfassung. Er war im Stadtrat von Omaha und zwischen 1881 und 1883 sowie nochmals von 1885 bis 1887 Bürgermeister dieser Stadt. In den Jahren 1884, 1888 und 1892 war er Delegierter zu den Democratic National Conventions, auf denen jeweils Grover Cleveland als Präsidentschaftskandidat nominiert wurde.
Boyd saß zwischen 1884 und 1892 auch im Democratic National Committee. Im Jahr 1890 wurde er von seiner Partei für das Amt des Gouverneurs von Nebraska nominiert. Seit dem Beitritt Nebraskas zu den Vereinigten Staaten im Jahr 1867 war noch kein Mitglied der Demokraten zum Gouverneur gewählt worden. James Boyd gelang es als erstem, den republikanischen Amtsinhaber John M. Thayer in der Wahl zu schlagen.

## Gouverneur von Nebraska
James Boyd hätte eigentlich sein neues Amt im Januar 1891 antreten sollen. Der unterlegene Kandidat John Thayer focht aber die Gültigkeit der Wahl an, indem er die Staatszugehörigkeit Boyds in Frage stellte. Dieser war aus Irland eingewandert; es gab aber anscheinend keinen Beweis für seine amerikanische Staatszugehörigkeit. Der Fall musste vom Obersten Gerichtshof entschieden werden. Bis zur Entscheidung des Gerichts sollte Gouverneur Thayer im Amt bleiben. Der Supreme Court entschied im Februar 1892 zu Gunsten von Boyd, aber zu diesem Zeitpunkt war bereits die Hälfte seiner Amtszeit verstrichen. Er konnte dann zwischen dem 8. Februar 1892 und dem 13. Januar 1893 als Gouverneur amtieren. Damit blieb ihm nicht mehr viel Zeit für große politische Veränderungen. Immerhin wurden die Kontrollgesetze der Eisenbahnen verbessert.

## Weiterer Lebenslauf
Nach dem Ende seiner kurzen Amtszeit bewarb sich Boyd zweimal erfolglos um einen Sitz im Kongress. Im Jahr 1894 zog er sich dann aus der Politik zurück. James Boyd starb am 30. April 1906 und wurde in Omaha beigesetzt. Er war mit Anna H. Henry verheiratet, mit der er fünf Kinder hatte. Das Boyd County in Nebraska wurde zu seinen Ehren nach ihm benannt.